# Walendinos Sofokleus
Walendinos Sofokleus, gr. Βαλεντίνος Σοφοκλέους (ur. 2 listopada 1984 w Limassolu) – cypryjski wioślarz.

## Osiągnięcia
- Mistrzostwa Świata Juniorów – Duisburg 2001 – dwójka podwójna – 22. miejsce[1].
- Mistrzostwa Świata U-23 – Amsterdam 2005 – jedynka – 13. miejsce[1].
- Mistrzostwa Świata U-23 – Hazewinkel 2006 – jedynka – 13. miejsce[1].
- Mistrzostwa Świata – Monachium 2007 – jedynka – 15. miejsce[1].
- Mistrzostwa Europy – Ateny 2008 – jedynka – 16. miejsce[1][2].
- Mistrzostwa Europy – Brześć 2009 – dwójka podwójna – 8. miejsce[1].